# ライ＝レ＝ローズ
ライ＝レ＝ローズ （L’Haÿ-les-Roses、IPA/lai.le.ʁoz）は、フランス、イル＝ド＝フランス地域圏、ヴァル＝ド＝マルヌ県の都市。yにトレマがつく地名はフランスに4箇所しかない、珍しいものである。

## 地理

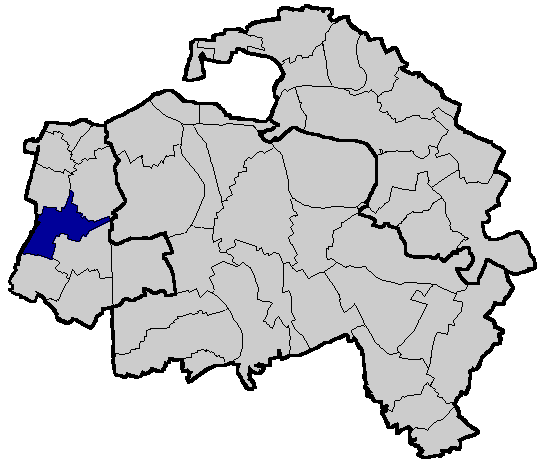
県内でのライ＝レ＝ローズの位置

ライ＝レ＝ローズはビエーヴル川谷の上にある。コミューン内には、世界最大級のバラ園、ヴァル＝ド＝マルヌ・バラ園（fr）があり、約3200種のバラが栽培されている。

## 歴史
キリスト教に改宗したクローヴィス1世は、現在のライ＝レ＝ローズを含むパリ郊外の領地を、パリの教会へ寄進した。最古の記録は、ライアクム（Laiacum）の土地はすべてパリの教会のものと確認したカール大帝の798年の憲章である。ライアクムまたはラギアクム（Lagiacum）という名前からは、かつての所有者であったローマ人の名ラギウス（Lagius）から派生したことが窺える。数世紀たって、小村だったライ（Lay）は町最古のトゥルヌユ通りから成長し、ライ（L'Haÿ）となった。
ライ＝レ＝ローズは、粘土質の土壌を持つために漆喰と採石、2つのレンガ関連の町工場が産業の発展に寄与した。1950年代には数百人以上の雇用を生み出していた。21世紀に入って市は、市の新庁舎建設のために、環境に優しい自然由来の素材復活に取り組んでいる。

## 姉妹都市
- オーマー、北アイルランド
- バート・ヘルスフェルト、ドイツ

## 出身者
- クレマンス・ポエジー - 女優